# Slochteren
Slochteren es un pueblo y un antiguo municipio de los Países Bajos en la provincia de Groninga. El municipio ocupaba una superficie de 158,87 km², de los que 7,84 km² correspondían a la superficie ocupada por el agua. En marzo de 2014 el municipio contaba con una población de 15.545 habitantes. El 1 de enero de 2018 se fusionó con Hoogezand-Sappemeer y Menterwolde para crear el nuevo Midden-Groninga.
Los núcleos de población que formaban el antiguo municipio eran: Denemarken, Froombosch, Harkstede, Hellum, Kolham, Lageland, Luddeweer, Overschild, Schaaphok, Scharmer, Schildwolde, Siddeburen, Slochteren, Steendam, Tjuchem y Woudbloem. 
Slochteren se encuentra en el centro de un importante campo de gas natural descubierto en 1959. La reserva de gas natural calculada para el 31 de diciembre de 2002 fue 1.5 · 1012 m³.

## Galería

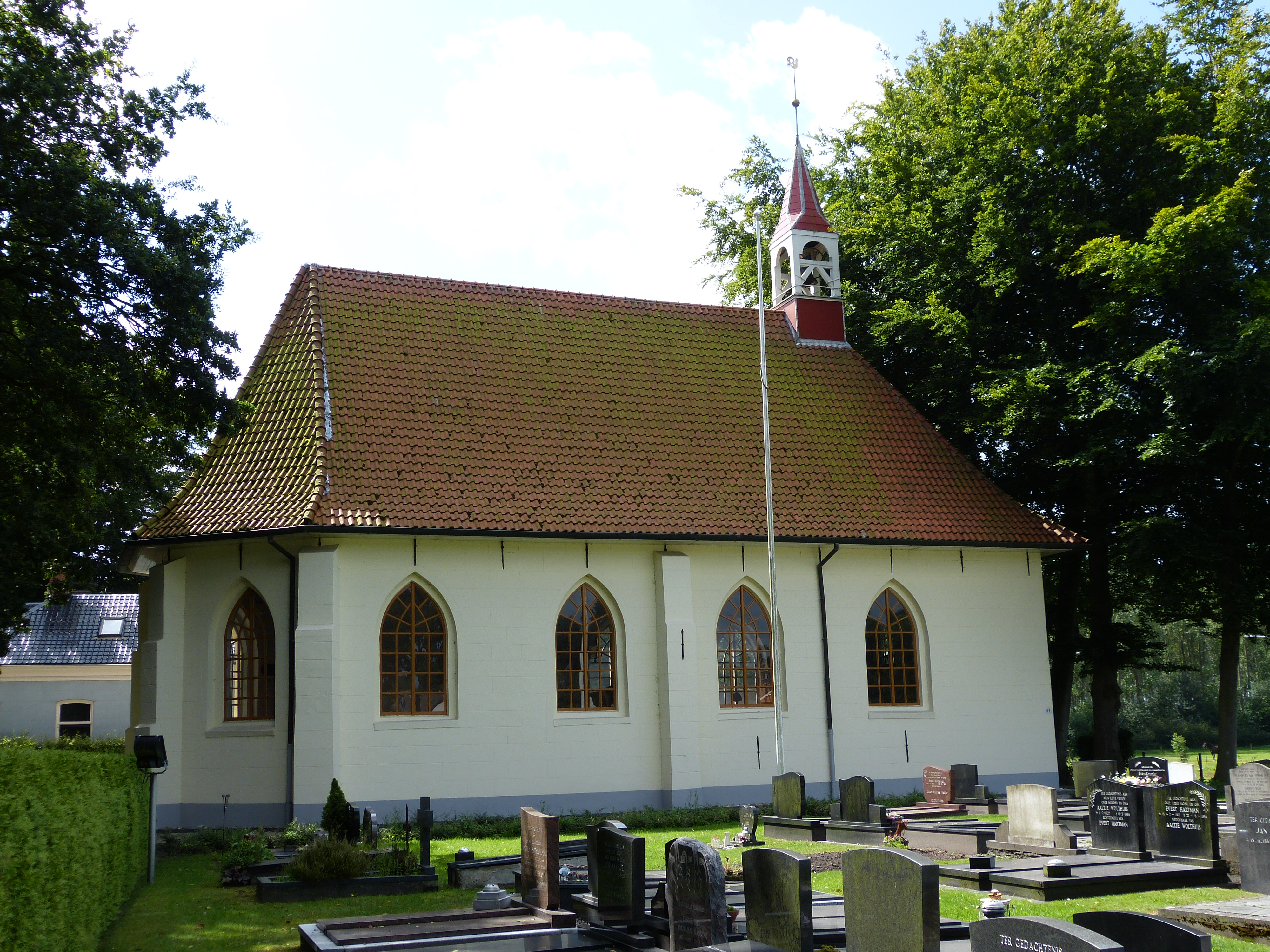
Iglesia de Kolham.
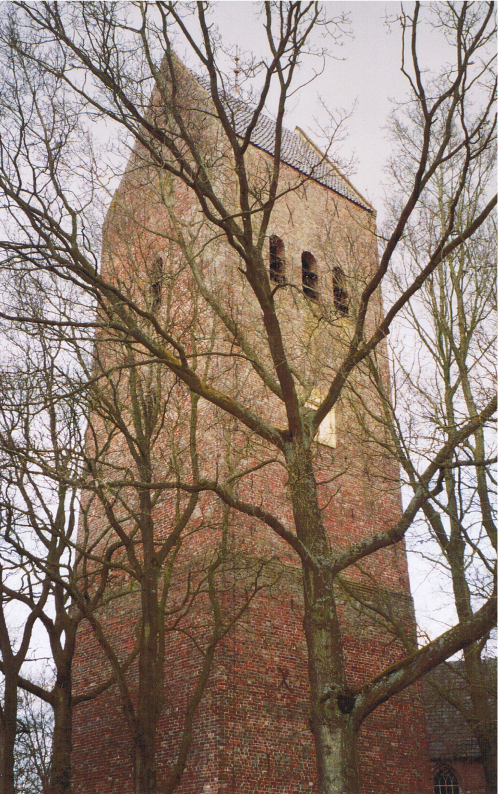
Torre de la iglesia reformada de Slochteren.
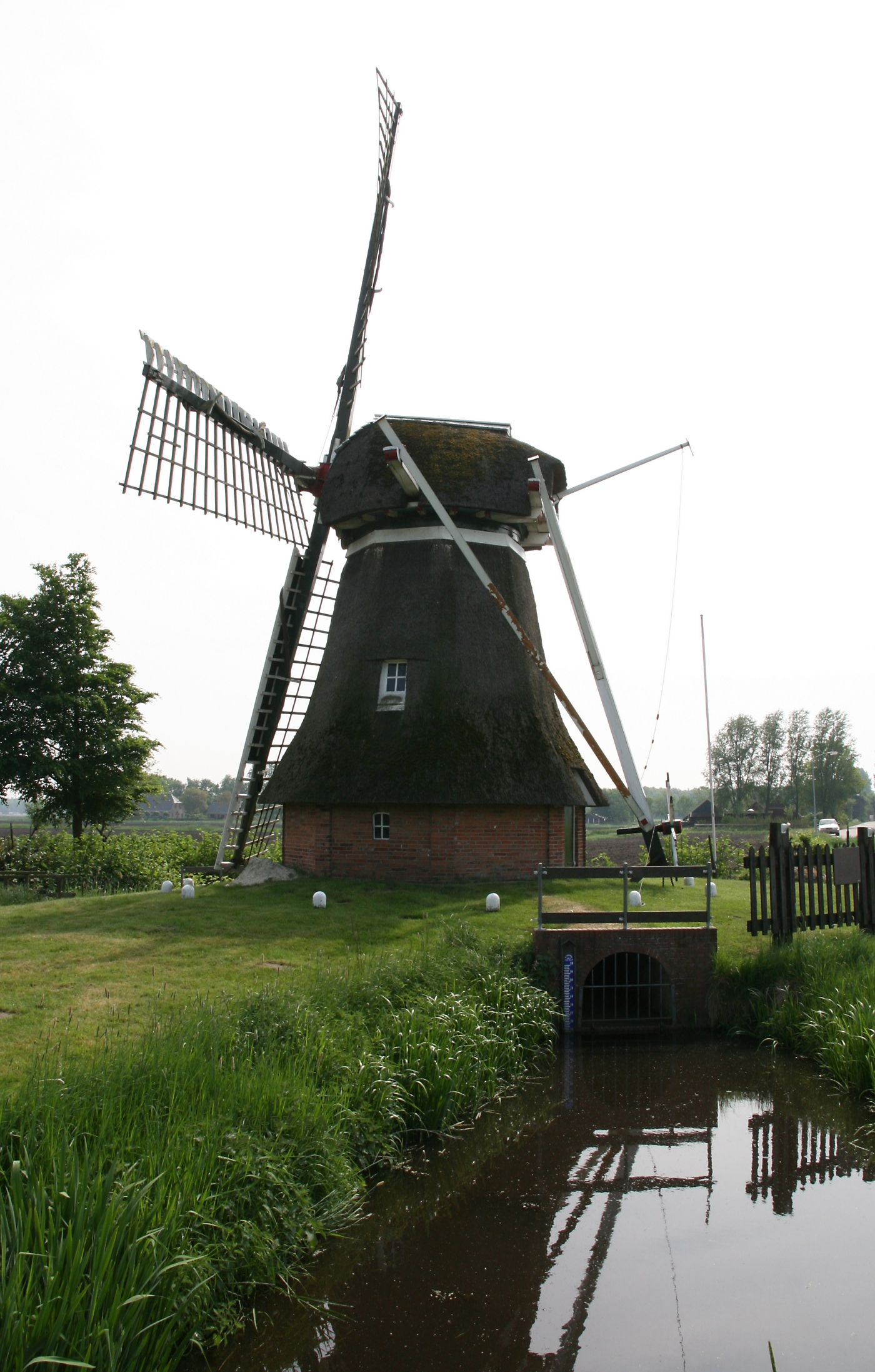
Fraeylemamolen, molino de viento.